# Андерсон, Дарла
Дарла Кей Андерсон (англ. Darla Key Anderson; род. 22 октября 1968) — американский кинопродюсер, которая ранее работала в Pixar Animation Studios. Она состоит в совете директоров Гильдии продюсеров Америки.

## Жизнь и карьера
Андерсон родилась и выросла в Глендейле, штат Калифорния. Она изучала экологический дизайн в Университете штата Сан-Диего. До прихода в Pixar в 1993 году она работала исполнительным продюсером в Angel Studios. Персонаж Дарла в мультфильме «В поисках Немо» был создан режиссёром и сценаристом Эндрю Стэнтоном, чтобы отомстить ей за то, что она шутила над ним.
Позднее Андерсон получила премию Golden Satellite Award за мультфильм «Приключения Флика», премию «BAFTA» за «Приключения Флика» и мультфильм «Корпорация монстров» и премию Гильдии продюсеров за мультфильм Тачки.
В Книге рекордов Гиннесса 2008 года Андерсон указана как имеющая самый высокий средний доход за фильм для продюсера: 221 миллион долларов за фильм, а в 2011 году Wall Street Journal перечислила совокупный доход за четыре фильма, которые она спродюсировала, в размере более 2 миллиардов долларов.
Она спродюсировала мультфильм «История игрушек: Большой побег», который был номинирован на премию «Оскар» за лучший фильм и который получил премию «Оскар» за лучший анимационный полнометражный фильм.
8 марта 2018 года было объявлено, что Андерсон покинула Pixar, чтобы воспользоваться другими возможностями. В январе 2019 года сообщалось, что Андерсон подписала многолетний контракт на разработку с Netflix, в рамках которого она будет разрабатывать и продюсировать новые проекты.

## Личная жизнь
Андерсон состоит в браке с Кори Рэй, также продюсере Pixar, которая продюсировала мультфильм «Университет монстров». Они живут вместе в Ноэ-Вэлли, Сан-Франциско.
Они встретились в 1991 году, когда Андерсон, тогда новичок из Сан-Франциско, присоединилась к команде по софтболу, которой руководила Рэй. Андерсон и Рэй начали встречаться в 2001 году, в течение последнего года работы над «Корпорацией монстров». С тех пор они решили не работать вместе над одними и теми же фильмами. Они впервые вступили в брак в Президентский день 2004 года, когда Сан-Франциско выдавал лицензии на однополые браки, но эти лицензии были аннулированы Верховным судом штата.
Они снова заключили брак в 2008 году, после того, как этот суд объявил однополые браки законными, но до вступления в силу предложения 8.
Племянник Андерсон, Джек Тейлор, набрал рекорд NCAA в 138 очков, играя в баскетбол в колледже. Она помогла ему заплатить за посещение баскетбольных лагерей в колледжах высшего уровня, пока он рос.

## Фильмография
| Год  | Название                       | Роль                    |
| ---- | ------------------------------ | ----------------------- |
| 1995 | История игрушек                | Цифровой ангел          |
| 1997 | Игра Джери                     | Особое спасибо          |
| 1998 | Тяжело быть жуком!             | Исполнительный продюсер |
| 1998 | Приключения Флика              | Продюсер                |
| 2001 | Корпорация монстров            | Продюсер                |
| 2002 | Новая машина Майка             | Особое спасибо          |
| 2003 | Изучение рифов                 | Особое спасибо          |
| 2006 | Тачки                          | Продюсер                |
| 2006 | Мэтр и Призрачный Свет         | Исполнительный продюсер |
| 2007 | Рататуй                        | Pixar Productions       |
| 2008 | Байки Мэтра                    | Особое спасибо          |
| 2009 | Вверх                          | Особое спасибо          |
| 2010 | История игрушек: Большой побег | Продюсер                |
| 2011 | Гавайские каникулы             | Особое спасибо          |
| 2011 | Тачки 2                        | Особое спасибо          |
| 2012 | Храбрая сердцем                | Особое спасибо          |
| 2013 | Университет монстров           | Особое спасибо          |
| 2015 | Суперкоманда Санджея           | Особое спасибо          |
| 2015 | Хороший динозавр               | Особое спасибо          |
| 2016 | В поисках Дори                 | Особое спасибо          |
| 2017 | Тачки 3                        | Особое спасибо          |
| 2017 | Тайна Коко                     | Продюсер                |
| 2018 | Суперсемейка 2                 | Особое спасибо          |